# Diocese de Meath (histórica)
A Diocese de Meath (em latim: Dioecesis Midensis, em irlandês:  Deoise na Mí) é uma diocese irlandesa que recebeu o nome do antigo Reino de Meath. Na Igreja Católica Romana, ela ainda existe como uma diocese separada, mas na Igreja da Irlanda ela foi unida a outras dioceses.

## História
A Abadia de Clonard foi fundada por São Finiano, primeiro abade de Clonard, no início do século VI. Havia vários bispos monásticos na abadia, mas foi somente no Sínodo de Rathbreasail em 1111 que a diocese de Clonard foi estabelecida. Seus limites foram definidos no Sínodo de Kells em 1152, que cobria aproximadamente a parte ocidental do Reino de Meath com a sé do bispo diocesano (cathedra) localizada na Abadia de Clonard. Durante o século XII, os bispos de Clonard frequentemente usavam o título de "bispo de Meath" ou "bispo dos homens de Meath", significando o centro original do Reino de Meath em Westmeath. Clonard adquiriu a maior parte de Magh Breagh (o que é agora o condado de Meath) ao absorver a diocese de Duleek mais tarde no século XII. Depois que o bispo Simão Rochfort transferiu sua sé de Clonard para Trim em 1202, o título "bispo de Meath" se tornou o estilo normal. A antiga sé da diocese de Breifne ou Uí Briuin em Kells foi absorvida por Meath em 1211, mas essa diocese permaneceu existente entre os Uí Briúin Bréifne, tornando-se a diocese de Kilmore.
Após a Reforma, houve duas sucessões apostólicas paralelas.

### Diocese da Igreja da Irlanda
Na Igreja da Irlanda, a diocese de Meath se uniu a Clonmacnoise em 1569, embora apenas o nome único de Meath continuasse. Em 1976, a diocese de Meath foi transferida da Província de Armagh para Dublin. Ao mesmo tempo, a diocese de Kildare foi separada de Dublin e Glendalough e a nova diocese de Meath e Kildare foi formada. O bispo tem duas sés: Catedral de Trim e Catedral de Kildare. O atual bispo da Igreja da Irlanda é Pat Storey, Bispo de Meath e Kildare, que foi eleito em 2013.

### Diocese católica romana
Na Igreja Católica Romana, Meath ainda é uma diocese separada. A sé do bispo católico romano está localizada na Catedral de Cristo Rei, Mullingar. O bispo atual é Thomas Deenihan, bispo da Diocese Católica Romana de Meath, que sucedeu ao título em 18 de junho de 2018.